# Арарат (газета)
«Арарат» (арм. Արարատ Օրաթերթ) — армянская ежедневная газета (Бейрут). Официальное издание Социал-демократической партии Гнчакян. Редактор — Агарон Шехердемян.
Издается с ноября 1937 г., после 2000 г. — еженедельник, с 2007 г. издается трижды в неделю. Регулярно выпускаются приложения к газете в виде отдельных книг и сборников.